# Природно-заповідний фонд Носівського району
Природно-заповідний фонд Носівського району включає 23 об'єкти. Всі вони місцевого значення.
| № реєстрації  | Назва                        | Площа, га | Категорія                                     | Підстава (рішення)                                 | Розташування                                                                   | У віданні кого перебуває            |
| ------------- | ---------------------------- | --------- | --------------------------------------------- | -------------------------------------------------- | ------------------------------------------------------------------------------ | ----------------------------------- |
| 14 / 1 - 578  | Горішне                      | 500       | ботанічний заказник                           | Чернігівського облвиконкому від 04.12.1978 р. №529 | кв. 48-58 Носівського лісництва ДП "Ніжинське лісове господарство"             | Ніжинського держлісгоспу            |
| 14 / 3 - 578  | Загірне                      | 14        | гідрологічний заказник                        | Чернігівського облвиконкому від 27.12.1984 р. №454 | кв. 48, 49 Носівського лісництва ДП "Ніжинське лісове господарство"            | Ніжинського держлісгоспу            |
| 14/21 - 578   | Козарська дача               | 387       | ботанічний заказник                           | Чернігівської обласної ради від 11.04.2000 р.      | кв. 71-74, 83-85 Іржавецького лісництва ДП "Ніжинське лісове господарство"     | Ніжинського держлісгоспу            |
| 14 / 10 - 578 | Козарська дача               | 3         | ботанічна пам'ятка природи                    | Чернігівського облвиконкому від 10.06.1972 р. №303 | кв. 59 Іржавецького лісництва ДП "Ніжинське лісове господарство"               | Ніжинського держлісгоспу            |
| 14 / 5 - 578  | Кам'яне                      | 36        | гідрологічний заказник                        | Чернігівського облвиконкому від 27.12.1984 р. №454 | кв. 16, 17, 29 Іржавецького лісництва ДП "Ніжинське лісове господарство"       | Ніжинського держлісгоспу            |
| 14 / 15 - 578 | Чорний ліс                   | 1,6       | лісовий заказник                              | Чернігівської обласної ради від 14.05.1999 р.      | кв. 5 Іржавецького лісництва ДП "Ніжинське лісове господарство"                | Ніжинського держлісгоспу            |
| 14/19 - 578   | Клепали                      | 446       | ботанічний заказник                           | Чернігівської обласної ради від 11.04.2000 р.      | кв. 13, 14, 21-25 Носівського лісництва ДП "Ніжинське лісове господарство"     | Ніжинського держлісгоспу            |
| 14 / 16 - 578 | Пізній дуб                   | 3,9       | лісовий заказник                              | Чернігівської обласної ради від 14.05.1999 р.      | кв. 21 Іржавецького лісництва ДП "Ніжинське лісове господарство"               | Ніжинського держлісгоспу            |
| 14 / 6 - 578  | Козаче                       | 19        | гідрологічний заказник                        | Чернігівського облвиконкому від 27.12.1984 р. №454 | кв. 34, 35, 41 Іржавецького лісництва ДП "Ніжинське лісове господарство"       | Ніжинського держлісгоспу            |
| 14 / 9 - 578  | Хрещатинське                 | 12        | гідрологічний заказник                        | Чернігівського облвиконкому від 27.12.1984 р. №454 | кв. 42 Мринського лісництва ДП "Ніжинське лісове господарство"                 | Ніжинського держлісгоспу            |
| 14 / 2 - 578  | Грабівщина                   | 38        | гідрологічний заказник                        | Чернігівського облвиконкому від 27.12.1984 р. №454 | кв. 49-51, 58, 68 Носівського лісництва ДП "Ніжинське лісове господарство"     | Ніжинського держлісгоспу            |
| 14 / 4 - 578  | Камінське                    | 32        | гідрологічний заказник                        | Чернігівського облвиконкому від 27.12.1984 р. №454 | кв. 65, 71 Носівського лісництва ДП "Ніжинське лісове господарство"            | Ніжинського держлісгоспу            |
| 14/18 - 578   | Борки                        | 192       | ботанічний заказник                           | Чернігівської обласної ради від 11.04.2000 р.      | кв. 62, 65, 66, 73 Мринського лісництва ДП "Ніжинське лісове господарство"     | Ніжинського держлісгоспу            |
|               | Софіївський старовинний парк | 53        | парк-пам'ятка садово-паркового мистецтва      | Чернігівського облвиконкому від 28.08.1989 р. №164 | с. Софіївка Носівського району                                                 | Рівчак-Степанівської сільської ради |
| 14/11-578     | Багатовіковий дуб            | 0,01      | ботанічна пам'ятка природи                    | Чернігівського облвиконкому від 10.06.1972 р. №303 | с. Софіївка Носівського району                                                 | Софіївської сільської ради          |
| 14 / 13 - 578 | Рівчак-Степанівський парк    | 12        | парк-пам'ятка садово-паркового мистецтва      | Чернігівського облвиконкому від 28.08.1989 р. №164 | с. Рівчак-Степанівка Носівського району                                        | Рівчак-Степанівської сільської ради |
| 14/22 - 578   | Тополя біла                  | 0,01      | ботанічна пам'ятка природи                    | Чернігівської обласної ради від 11.04.2000 р.      | с. Макіївка Носівського району                                                 | Макіївської сільської ради          |
| 14/23 - 578   | Макіївський дуб              | 0,01      | ботанічна пам'ятка природи (статус скасовано) | Чернігівської обласної ради від 11.04.2000 р.      | с. Макіївка Носівського району                                                 | Макіївської сільської ради          |
| 14/20 - 578   | Іржавська дача               | 296       | ботанічний заказник                           | Чернігівської обласної ради від 11.04.2000 р.      | кв. 1, 3, 13, 27, 28 Іржавецького лісництва ДП "Ніжинське лісове господарство" | Ніжинського держлісгоспу            |
| 14 / 14 - 578 | Модринник                    | 6,9       | лісовий заказник                              | Чернігівської обласної ради від 14.05.1999 р.      | кв. 17, 4 Іржавецького лісництва ДП "Ніжинське лісове господарство"            | Ніжинського держлісгоспу            |
| 14/17 - 578   | Німцево                      | 338       | ботанічний заказник                           | Чернігівської обласної ради від 11.04.2000 р.      | кв. 41, 44, 47, 54-58 Мринського лісництва ДП "Ніжинське лісове господарство"  | Ніжинського держлісгоспу            |
| 14 / 8 - 578  | Лихачівський                 | 301       | гідрологічний заказник                        | Чернігівського облвиконкому від 24.12.1979 р. №561 | с. Лихачів Носівського району                                                  | Лихачівської сільської ради         |
| 14 / 7 - 578  | Куликове                     | 24        | гідрологічний заказник                        | Чернігівського облвиконкому від 27.12.1984 р. №454 | кв. 43, 47 Носівського лісництва ДП "Ніжинське лісове господарство"            | Ніжинського держлісгоспу            |